# Scambonide
Scambonide (in greco antico: Σκαμβωνίδαι?, Skambonídai) era il nome di un demo dell'Attica, situato nella città di Atene. Era collocato dentro le mura di Temistocle, a nord-ovest del centro abitato, a nord dell'Acropoli.

## Etimologia
In passato si riteneva che questo demo fosse strettamente legato con quello di Melite a causa del suo nome: secondo la tradizione, infatti, Mirmece, il padre della Melite che avrebbe dato il nome all'altro demo, costruì una strada chiamata Scambonide. Oggi, invece, si crede che il nome del demo derivi dalle sue strade che, per la natura collinare del luogo, erano piene di curve (in greco antico: σκαμβός?, skambós, "storto").

## Descrizione
Il calendario sacro di Scambonide, risalente al 460 a.C., è il più antico nel suo genere e rappresenta inoltre il primo decreto di un demo rinvenuto. Regola alcune questioni religiose, tra cui la distribuzione di carni sacrificali e la partecipazione del demo in alcune feste nella città. Ordina anche la distribuzione delle carni dei sacrifici a Leos ai cittadini ed ai meteci. È attestata inoltre la presenza di una piazza nel demo.
Il demo possedeva un santuario di Leos ed un altare di Zeus Fratrio ed Atena Fratria.